# Arboga
För andra betydelser, se Arboga (olika betydelser).
Arboga (uttalas /²arˌboːɡa/, ARR-bå-ga) är en tätort vid Arbogaån i Västmanland, samt centralort i Arboga kommun i Västmanlands län.

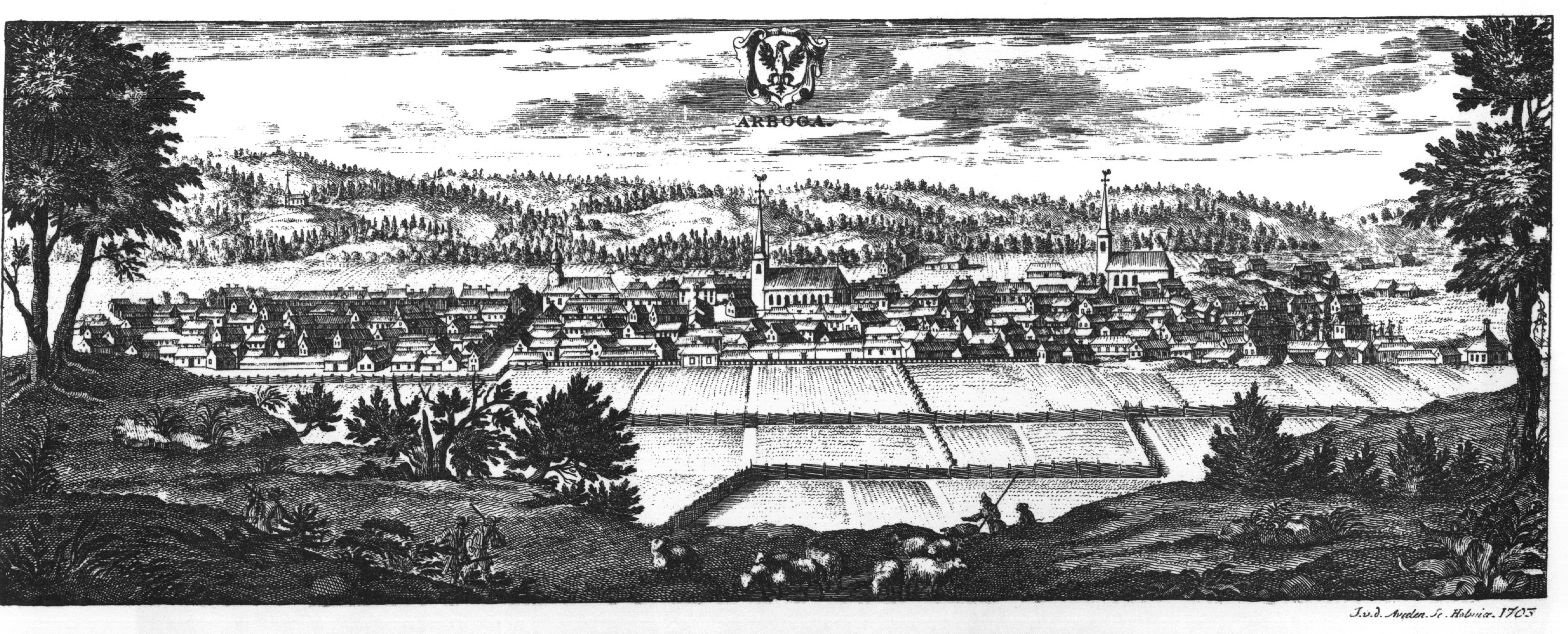
Arboga omkring år 1700. Ur Suecia antiqua et hodierna.

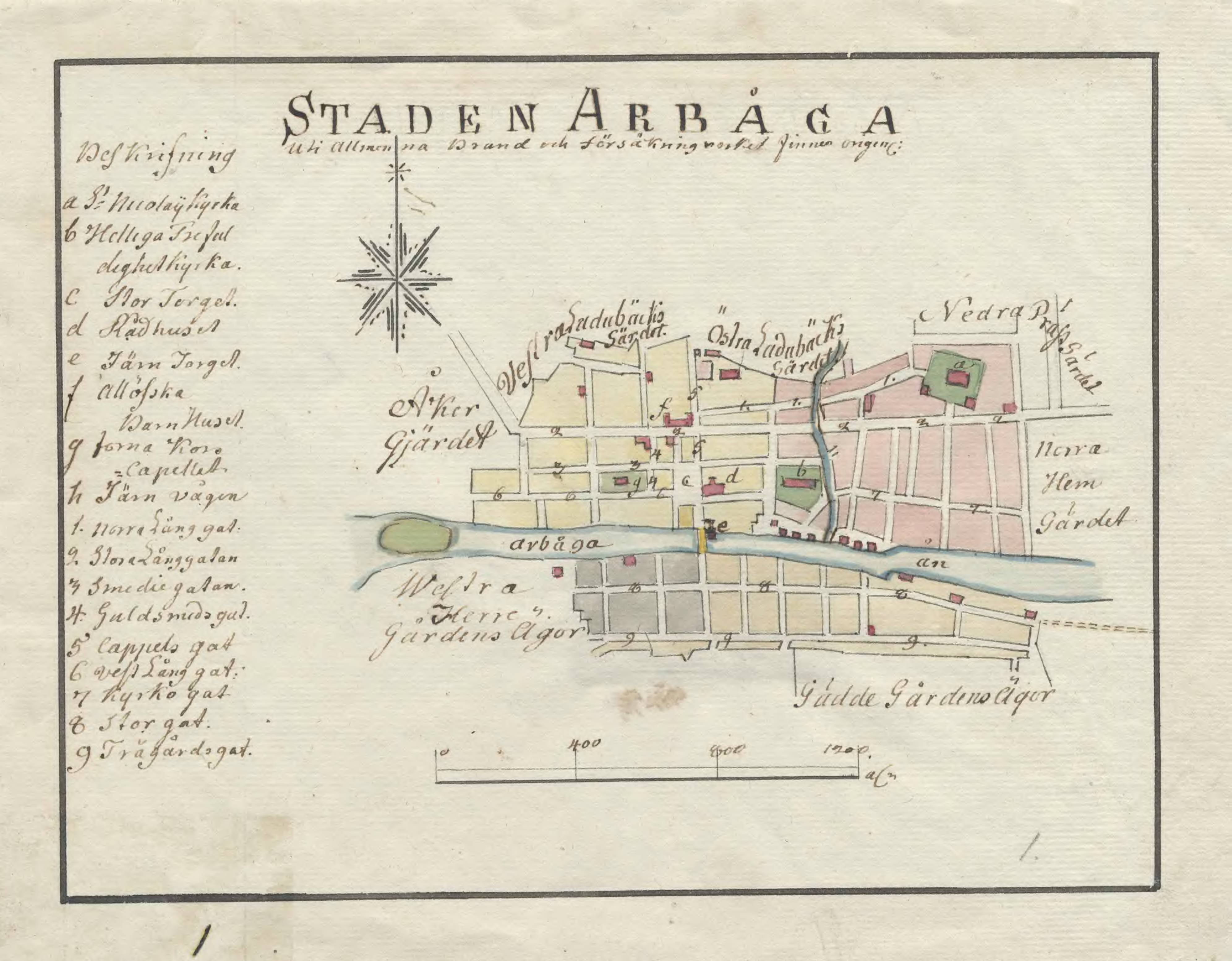
Karta över Arboga från 1790-talet

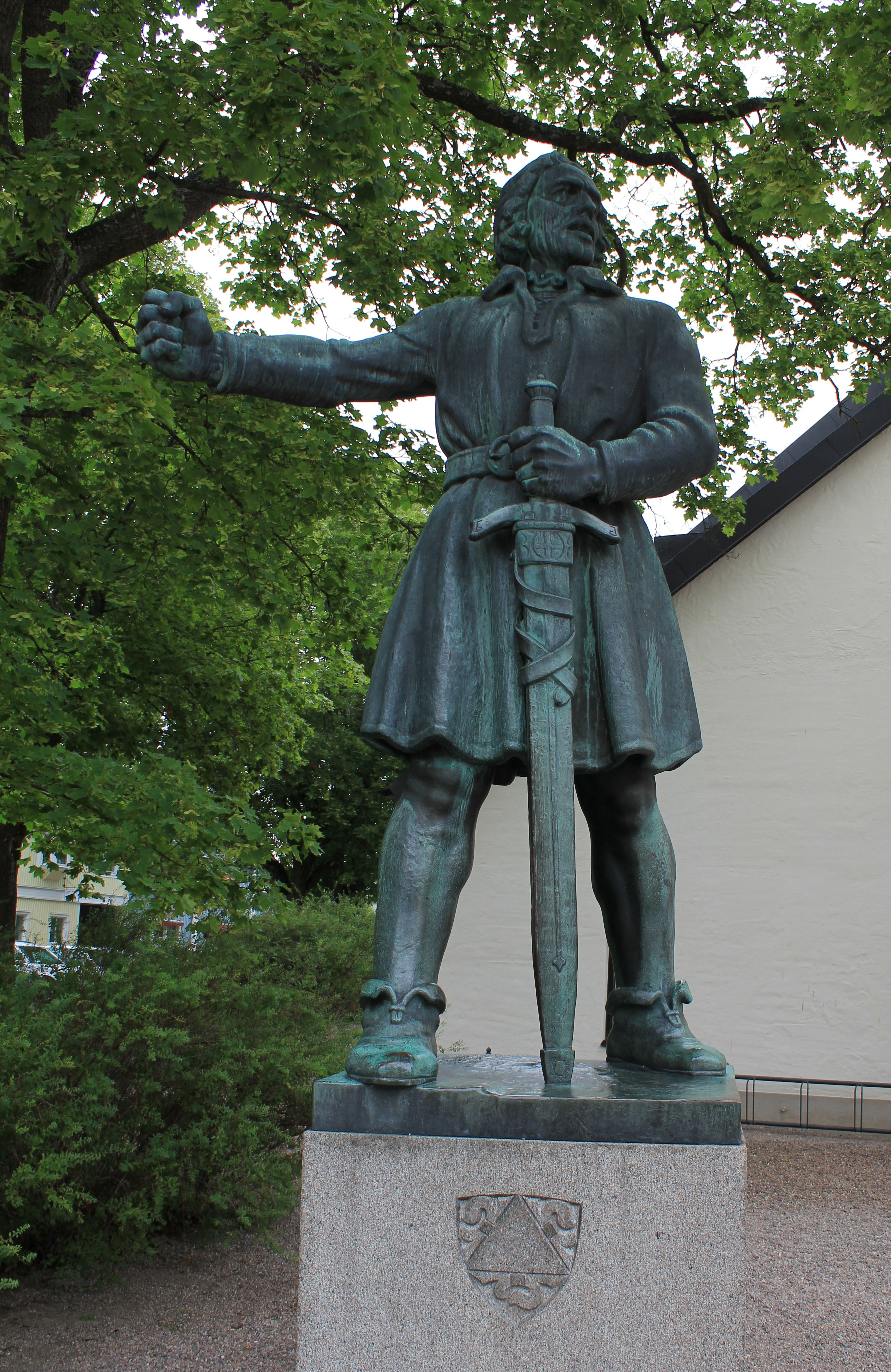
Engelbrekt av Carl Eldh utanför Heliga Trefaldighets kyrka.

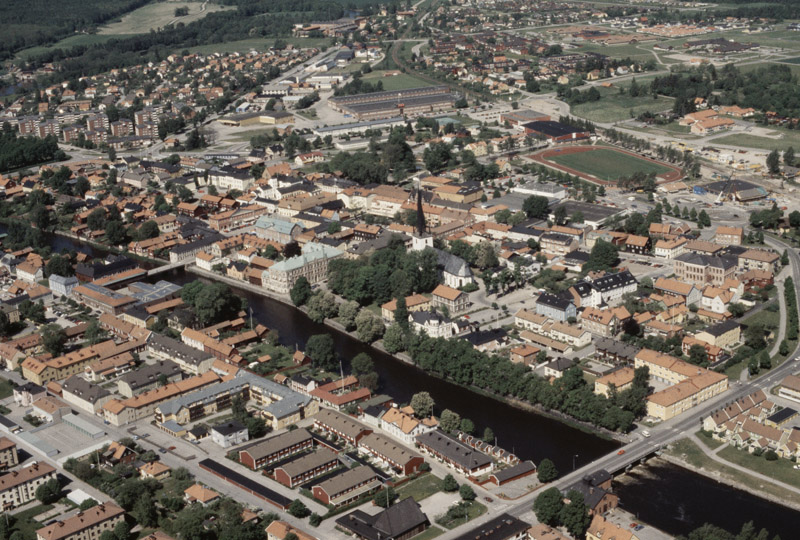
Flygfoto över Arboga från 1996

## Historia
En tidig fornborg som heter Halvardsborg, från år 600–1200, är belägen utanför Arbogas huvudby, i bergen söder om ån.
Bebyggelse i området tros ha funnits sedan 900-talet, då platsen var den västligaste delen av den dåvarande havsviken Mälaren. Arboga blev en stad på 1200-talet. Franciskanerna grundade ett konvent i Arboga år 1285. Namnet (in Arbugæ 1286) innehåller genitivformen singularis ar, från stammen a, med betydelsen 'å' och bughi 'båge eller böj' alltså 'åbåge', eller ett ord *arbughi, 'åkrök'.
Arkeologiska undersökningar har hittills inte kunnat visa några fynd äldre än 1200-talet, och det antas därför att staden grundats kort före äldsta belägget. Den första kända stadsbon är en köpman med namnet Gelbricht som uppenbarligen var av tysk härkomst, omtalad 1293. Två medeltida kyrkor och två kapellruiner finns idag och minst ytterligare två kyrkor har funnits, men de är sedan länge rivna. Den äldsta av dessa är S:t Nicolai kyrka, med äldsta bevarade delar från 1100-talet. Arkitekturen antyder att den från början kan ha byggts som en patronatskyrka för en lokal storman. År 1396 hölls ett kyrkomöte i en kyrka som var vigd åt Petrus och Paulus. Det är okänt vilken kyrka som åsyftas och spekulationer har förts om det handlat om den nuvarande Sankt Nicolai kyrka eller någon okänd, idag riven kyrka. Ett annat mysterium är Sankt Olofs kyrka. Den omtalas i ett brev 1297, men inte i något annat dokument. Det har antagits att den rivits tidigt och verksamheten flyttats över till de andra kyrkorna. Enligt brevet låg kyrkan i Västerås stift, vilket betyder stadens norra delar. Heliga Trefaldighets kyrka, som uppfördes under andra hälften av 1200-talet var ursprungligen kyrka för stadens franciskanerkloster, som anlades 1285. Arboga franciskanerkloster blev under senmedeltiden ordens huvudsäte i Norden.
Stadens äldsta sigill härrör från 1330, vilket visar att Arboga då var en fullt utvecklad stad. Dess äldsta bevarade stadsprivilegier är dock från 1480. Genom Arbogaån har staden haft förbindelse med Bergslagen, och dess främsta betydelse var till en början som omlastnings- och utskeppningshamn för järn. Arboga är även känt för sin serie av bevarade tänkeböcker 1451–1569 som ger en god inblick i medeltidens vardagsliv i en svensk stad. Arboga var under senmedeltiden en viktig plats, och här ägde flera viktiga kyrkliga och politiska möten rum.
Mest känt bland dessa borde Arboga riksmöte 1435 vara, vilket traditionellt anses vara Sveriges första riksdag. Engelbrekt Engelbrektsson utsågs på detta riksmöte till rikshövitsman, en titel han behöll fram till han blev mördad. En staty restes 1935 vid Heliga Trefaldighets kyrka i samband med 500-årsjubileet av Riksdagens tillkomst. Riksdagen firade också sitt 550-årsjubileum här 1985, det mötet har dock främst blivit ihågkommet för kung Carl XVI Gustafs felsägning i inledningen av sitt tal då han hälsade arbogaborna med att säga "kära örebroare".
Bland andra kända möten märks det där Arboga artiklar antogs.
På 1560-talet inrättade kronan ett harnesk- och gevärsfaktori i Arboga. Under tiden 1571-1585 var Arboga en förläning under prinsessan Cecilia Vasa, som bodde där fram till 1579 under titeln grevinna av Arboga. Grundandet av städerna Lindesberg och Nora innebar en nedgång för Arboga, liksom öppnandet av Hjälmare kanal 1639. I samband med att Arboga knöts samman med Örebro via järnväg 1857 fick staden en kort uppblomstring.
ASEA:s grundare Jonas Wenström var strax före ASEA:s bildande verksam i Arboga, där hans prototyp av trefasmotorn än idag finns att beskåda på Arboga Museum.

### Administrativa tillhörigheter
Arboga stad ombildades vid kommunreformen 1862 till en stadskommun och bebyggelsen låg därefter i denna kommun med en del i Säterbo socken/landskommun. Under 1947 inkorporerades större delen av Säterbo landskommun i stadskommun och omfattningen av Arbogas bebyggelse utgjorde därefter en mindre del av stadskommunens yta. År 1971 uppgick Arboga stad i Arboga kommun och orten är sedan dess centralort i kommunen.
Arboga tillhör sedan 2006 Arbogabygdens församling för att innan dess tillhört Arboga stadsförsamling och före 1947 även Säterbo församling.
Arboga tillhörde judiciellt Arboga rådhusrätt till 1939, därefter Åkerbo och Skinnskattebergs tingslag till 1971 och sedan Köpings domsaga till 2001 för att numera ingå i Västmanlands domsaga.

### Befolkningsutveckling

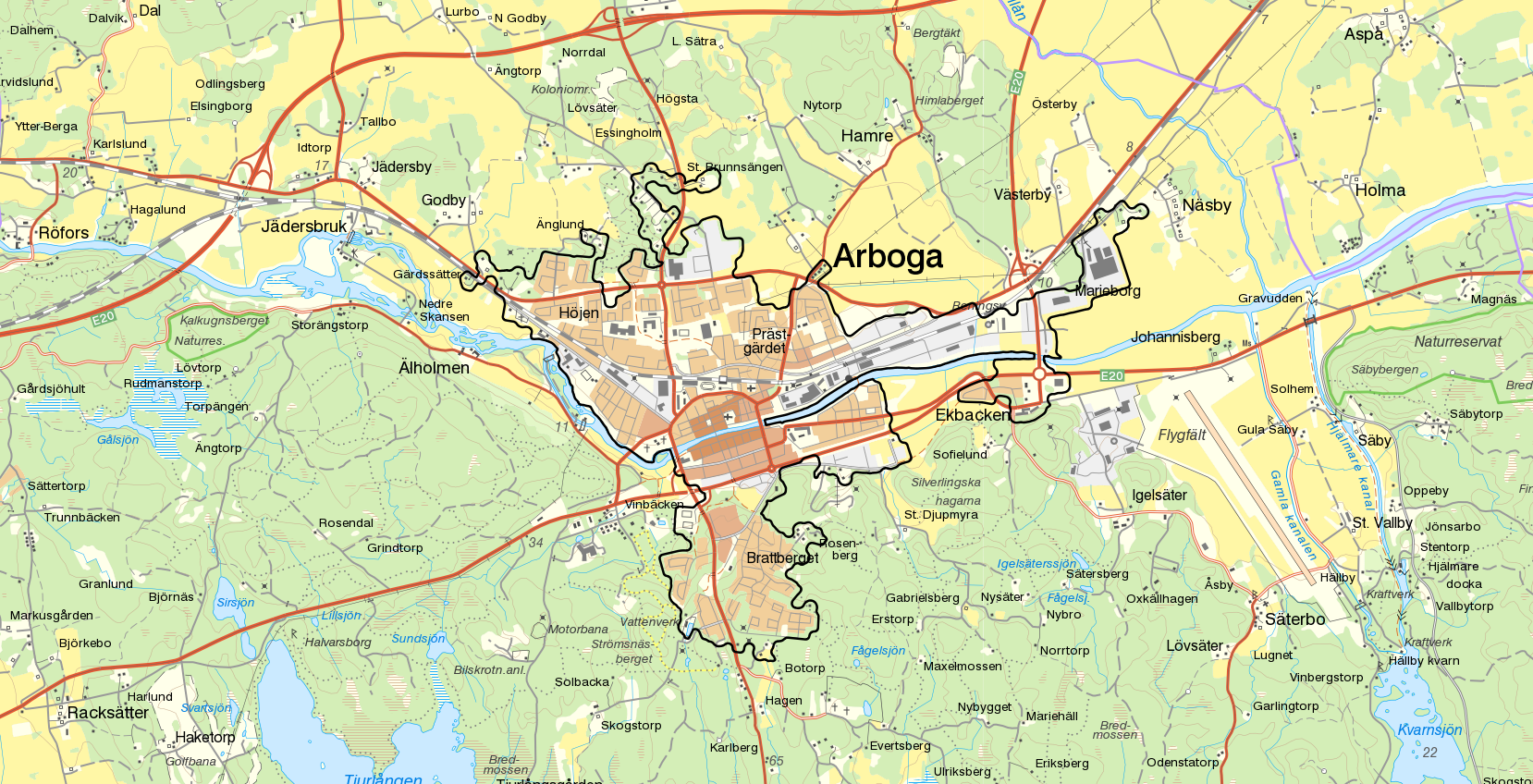
Arboga tätorts utsträckning 2015

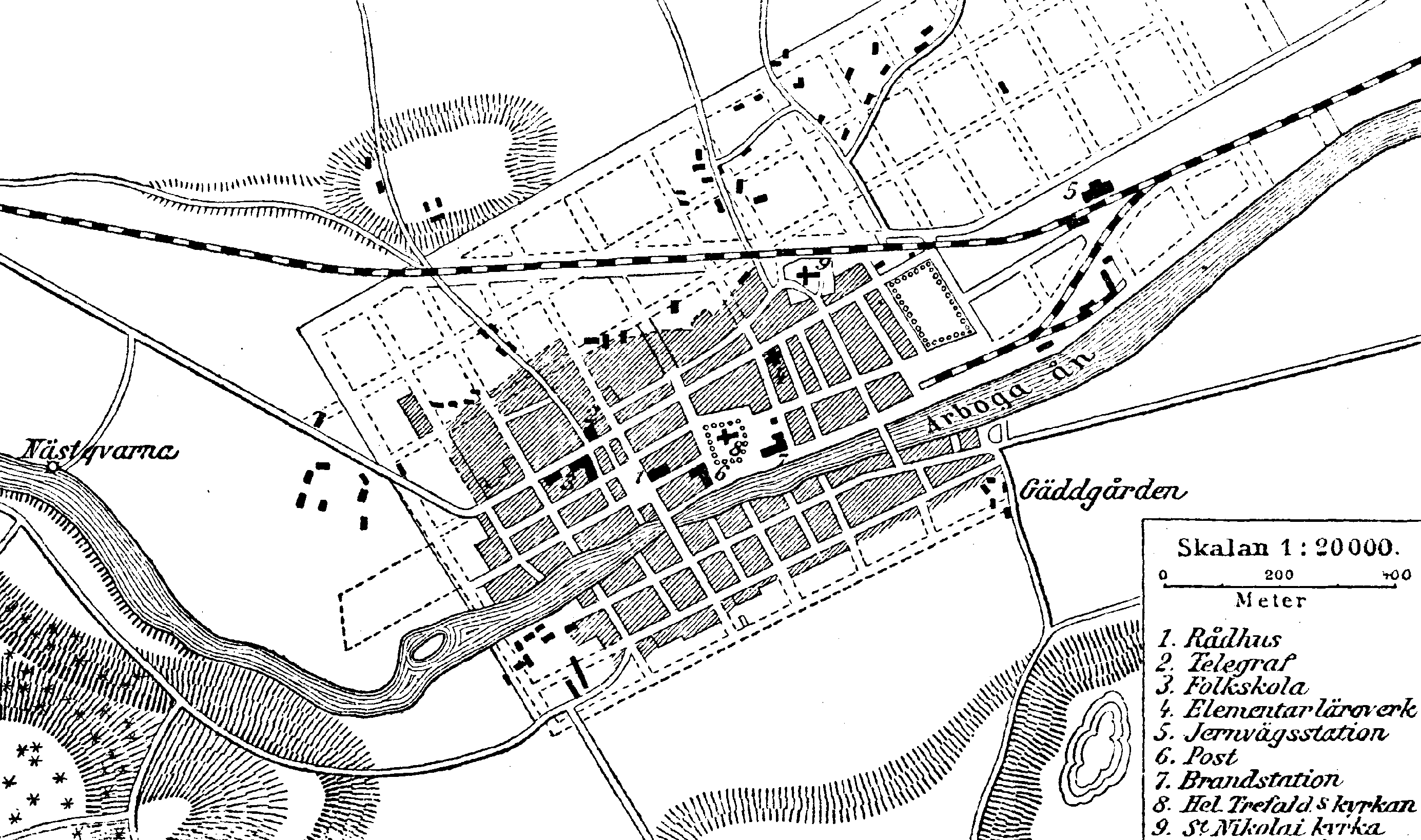
Karta över Arboga. Ur Nordisk familjebok 1904.

| Befolkningsutvecklingen i Arboga 1960–2020                       | Befolkningsutvecklingen i Arboga 1960–2020 | Befolkningsutvecklingen i Arboga 1960–2020 | Befolkningsutvecklingen i Arboga 1960–2020 | Befolkningsutvecklingen i Arboga 1960–2020 |
| ---------------------------------------------------------------- | ------------------------------------------ | ------------------------------------------ | ------------------------------------------ | ------------------------------------------ |
|                                                                  |                                            |                                            |                                            |                                            |
| År                                                               |                                            |                                            | Folkmängd                                  | Areal (ha)                                 |
| 1960                                                             | 1960                                       |                                            | 10 093                                     |                                            |
| 1965                                                             | 1965                                       |                                            | 11 354                                     |                                            |
| 1970                                                             | 1970                                       |                                            | 11 932                                     |                                            |
| 1975                                                             | 1975                                       |                                            | 11 819                                     |                                            |
| 1980                                                             | 1980                                       |                                            | 11 937                                     |                                            |
| 1990                                                             | 1990                                       |                                            | 11 548                                     | 907                                        |
| 1995                                                             | 1995                                       |                                            | 11 432                                     | 912                                        |
| 2000                                                             | 2000                                       |                                            | 10 764                                     | 925                                        |
| 2005                                                             | 2005                                       |                                            | 10 369                                     | 925                                        |
| 2010                                                             | 2010                                       |                                            | 10 330                                     | 950                                        |
| 2015                                                             | 2015                                       |                                            | 10 841                                     | 774                                        |
| 2020                                                             | 2020                                       |                                            | 10 989                                     | 799                                        |
| Anm.: Sammanväxt med Vinbäcken 2020, Ekbacken utbruten samma tid |                                            |                                            |                                            |                                            |

## Kommunikationer
Inne i centrum (norr om ån, men innanför Centrumleden) är det till största delen enkelriktat, återvändsgränder eller gågator. Huvudgatan i centrum är Nygatan. Där gick tidigare föregångaren till E18/E20. Genomfarten flyttades senare, så att den gick söder om centrum (nu länsväg U 572), för att i dagens läge gå norr om staden.

### Vägar
I Arboga möts de två vägarna E18 från nordost och E20 från öster, och går gemensamt västerut. Länsväg 249 går från Arboga mot nordväst.

### Järnvägar
Svealandsbanan börjar i Arboga, går söder om Mälaren och slutar i Stockholm. Mälarbanan passerar Arboga på vägen mellan Örebro och Stockholm norr om Mälaren.

### Arboga flygplats
3,7 kilometer sydost om centrum ligger Arboga flygplats. Flygplatsen ägs av Försvarsmakten, men de bedriver ingen aktiv verksamhet där. Flygplatsområdet är ett skyddsobjekt, med tillträdes- och fotoförbud. Idag används den i huvudsak av Arboga Flygklubb. Det pågår inga person- eller godsflygningar på Arboga flygplats. Flygplatsen har en asfaltbelagd bana, 15/33, som är 2000 × 40 meter belägen 10 meter över havet. .

## Näringsliv
Arboga är traditionellt en industriort med teknisk profil, men har drabbats av flera stora industriella nedläggningar, bland annat Volvo Aero och ABB.
Bland arbetsgivarna märks Arboga kommun, Försvarsmakten, Försvarets materielverk, Saab AB, Recotech AB, Agitator Whiskymakare AB med flera.
Arboga är även känt för Arbogaölet från Arboga bryggeri (ursprungligen Arboga Nya Bryggeri). Det gamla bryggeriets sädeslager finns ännu i centrala Arboga och har gjorts om till museum. Varumärket ägs numera av Galatea AB.

### Bankväsende
Arboga sparbank grundades 1859. Den gick 1985 samman med Köpings sparbank för att bilda Köping-Arboga sparbank. Den bytte senare namn till Sparbanken Västra Mälardalen och förvärvade även Föreningsbankens tidigare kontor i Arboga.
Mälareprovinsernas privatbank bestämde år 1847 att ett kommissionskontor skulle öppnas i Arboga, vilket sedermera skedde. Örebro enskilda bank öppnade ett kontor i Arboga den 1 oktober 1905. Örebrobanken övertogs snart därefter av Skandinaviska kreditaktiebolaget. Sedermera öppnade även Svenska Handelsbanken ett kontor i Arboga. Mälarbanken uppgick i Handelsbanken år 1926.
SEB lade ner kontoret i Arboga år 2000. Nordea tog den 1 juli 2008 över Svensk Kassaservice kontor, men valde år 2011 att lämna orten. Därefter fanns Handelsbanken och sparbanken kvar på orten.

## Religiösa samfund

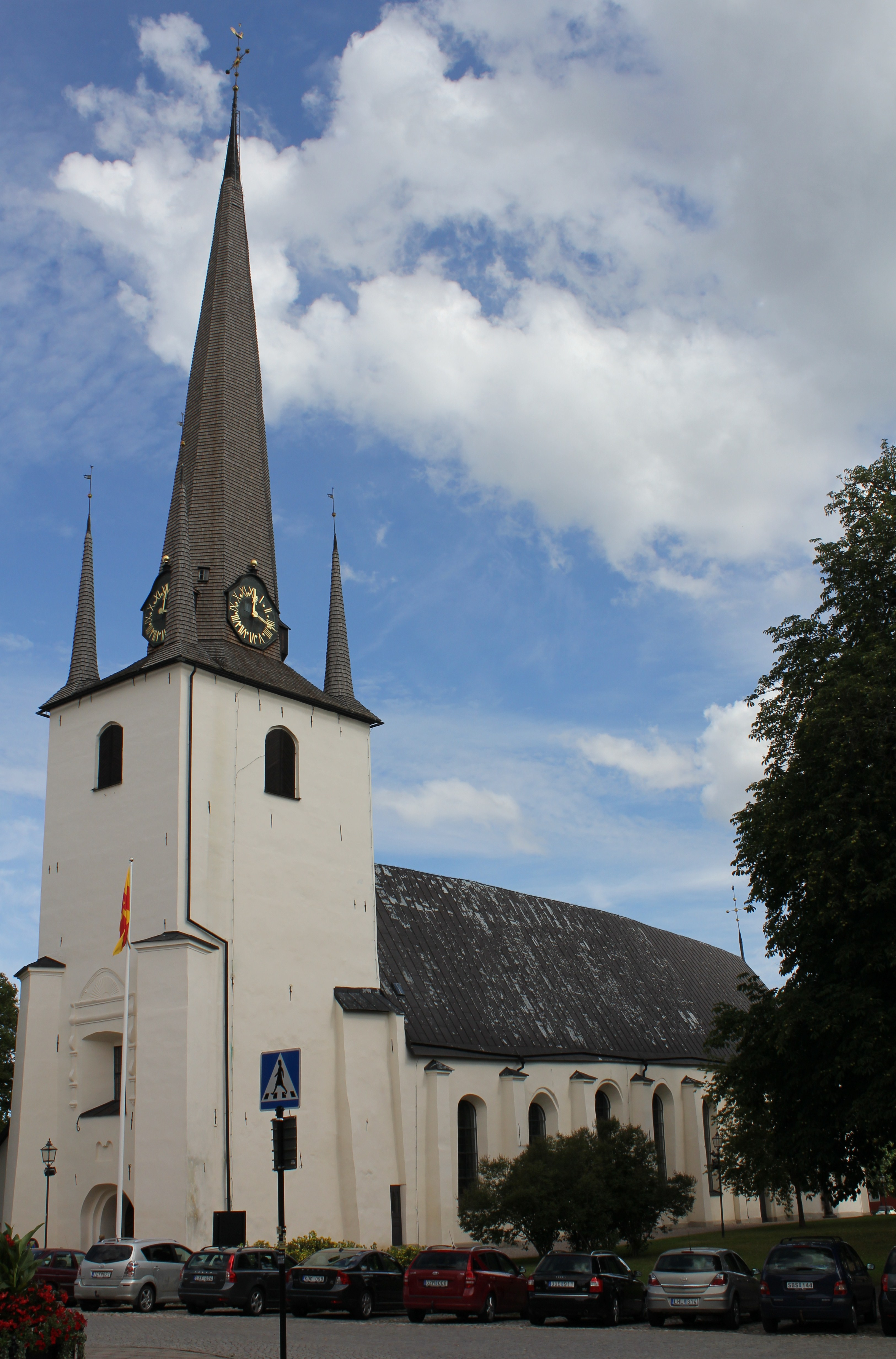
Heliga Trefaldighets kyrka i Arboga.

Svenska kyrkan med Arbogabygdens församling finns på orten. Församlingens båda medeltida kyrkor ligger i centrala Arboga, Heliga Trefaldighets kyrka med sitt distinkta torn och Sankt Nicolai kyrka.
Jehovas vittnen hade sitt avdelningskontor för Sverige i Arboga, men 2012 flyttade man stora delar av sin verksamhet till Danmark i och med att de nordiska avdelningskontoren för Jehovas Vittnen centraliserades. Tidskriften Vakttornet översätts i Arboga, men trycks numera i Tyskland. 
2006 gick Baptistförsamlingen och Missionsförsamlingen på orten samman under namnet Arboga frikyrkoförsamling. Pingstförsamlingen i Arboga har sin kyrka på Trädgårdsgatan 20.
Sedan januari 2012 är den öst-ortodoxa kyrkan representerad i Arboga genom Kristi uppståndelse ortodoxa församling vars traditionella nordiska träkyrka med den karaktäristiska tjärade lökkupolen på taket och en traditionell ortodox ikonostas ligger ca 10 km syd-öst om centrum på församlingens retreatgård.
Med anledning av den helige Franciskus anknytning till Arbogas historia har biskopen Mikael Mogren kallat staden för ”Nordens Assisi”.

## Skolor
Område Sture
- Ladubacksskolan är en skola på norr i Arboga för årskurs F–5. På skolan finns två-tre klasser i varje årskurs. Fram till utbyggnaden sommaren 2006 fanns endast klasserna F–3 på skolan. I byggnaden intill finns förskolan Norrgården, som är en av Arbogas största förskolor med fyra avdelningar. I närheten finns förskolan Junibacken. I centrala Arboga finns förskolorna Bullerbyn, Meijerska gården, Laggargården samt Solkatten (föräldrakooperativ).
- Nybyholmskolan är en skola på norr i Arboga för årskurs F–5. Skolan ligger på Rydaholmsgatan. På skolan finns en klass i varje årskurs. Skolan arbetar aktivt i klasserna med "Kompissamtal" för att motverka mobbning. I byggnaden intill ligger förskolan Myran. I närheten finns Solrosens förskola.

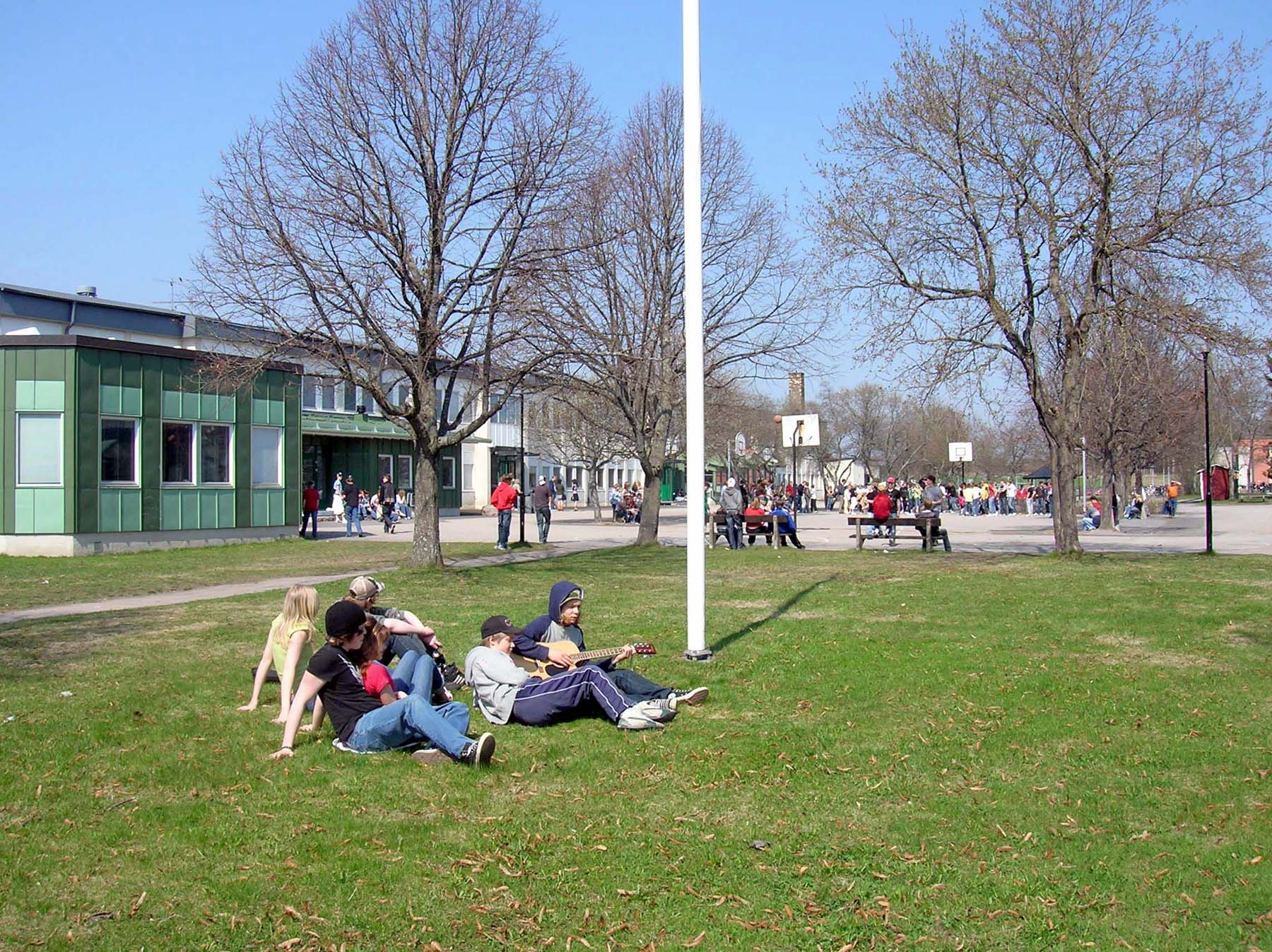
Stureskolan i maj 2006.

- Stureskolan, ligger norr om ån på Vallgatan 19, är en 6–9 skola. På skolan finns tre-fyra klasser i varje årskurs. Skolan arbetar med kamratstödjare. I byggnaden intill finns "Stödteamet Fyren", som finns till för Arboga kommuns barn och elever mellan 1 och 16 år. De arbetar med råd, stöd och handledning kring barn/elever i behov av särskilda hjälpinsatser. Här ingår bl.a. specialpedagoger, kuratorer, talpedagog och skolpsykolog. Här finns även "Skoldatateket" som vänder sig till skolpersonal med elever i behov av särskilt stöd, främst elever med DAMP/ADHD-problematik och läs- och skrivsvårigheter eller dyslexi.

Område Gäddgården
- Brattbergsskolan är en skola på Brattberget i Arboga för årskurs F–4. På skolan finns en eller två klasser i varje årskurs. I närheten finns Sörgårdens- och Biets förskolor. Sörgården är en av Arbogas största förskolor med sex avdelningar.
- Götlunda Skola ligger utanför tätorten och är en skola med F–6. På skolan finns en klass per årskurs men även sammanslagna årskurser förekommer. I byggnaden intill finns förskolan Fasanen.
- Gäddgårdsskolan, ligger söder om ån, stod färdig 1952, och är en skola med klasser för F–4 samt 5–9. På skolan finns en klass i varje årskurs i F–4 och tre-fyra klasser i varje årskurs i 5–9. Våren 2006 flyttade även särskolan in på "Gäddan". Särskolan har dock flyttat till Nybyholmskolan sedan 2022. Skolan har flera team som arbetar med kamratstödjare och antimobbning. I närheten finns förskolan Ärlan och Sörgården. I centrala Arboga finns förskolorna Bullerbyn, Meijerska gården, Laggargården samt Solkatten (föräldrakooperativ).

Nedlagda skolor
- Engelbrektskolan är en nedlagd skola i centrala Arboga för årskurs F–5. Läsåret 2006/2007 flyttades skolans elever till Ladubacksskolan på norr. Lokalerna är för närvarande reserverade för socialförvaltningen.
- Nicolaiskolan är en nedlagd skola i centrala Arboga på Nygatan 19. Heter idag Nicolai Kulturhus och rymmer "Arboga kommunala Musik- och dansskola".
- Tyringe skola är en nedlagd skola utanför tätorten.
- Medåkers Skola ligger utanför tätorten och var en skola med Förskoleklass, 1–2:a samt 3–5:a. Skolan stängdes av Arboga kommun 2020. I byggnaden intill finns Medåkers förskola Bofinken som fortfarande är aktiv. Medåkers friskola ek. har fått tillstånd att starta friskola i lokalerna ht 2021.

Gymnasieskola
- Vasagymnasiet är en gymnasieskola på norr i Arboga med ca 330 st elever, som går sju olika program, fördelat på tre årskurser. Här finns de riksrekryterande Brottningsgymnasiet och STG, Saab Tekniska Gymnasium (start H.2009).

Friskolor
- Medåkers friskola ekonomiska förening har fått tillstånd att starta friskola i Medåker ht 2021, F-6. Skolan har en tydlig profilering mot Natur och Idrott och är unik i sitt slag i Mälardalen.[28]

## Sevärdheter
Hembygdsföreningen Arboga Minne driver tre museer:
- Arboga Museum. Museet ligger mitt i Arbogas stadskärna i det Örströmska huset på Nygatan 37. Huset är byggt 1846 av grosshandlare Anders Örström och visas som ett återskapat grosshandlarhem. Museet inrymmer även fotoarkiv, bibliotek, tidningslägg, museibutik och lokaler för tillfälliga utställningar.
- Bryggerimuseet. Museet är Sveriges enda bevarade träspritsbryggeri, numera inhyst i Arboga Bryggeris gamla kornbod. Där kan man se alla de redskap som förr användes vid öltillverkning. I museet finns även en fotoutställning och ett omfattande bryggeribibliotek.
- Gamla museet. Museet på Nygatan 41 är 2011 tillfället stängt på grund av ombyggnad. Här har Arboga Minne planer på att bygga en ny arbogahistorisk basutställning.

I Arboga går det dessutom att besöka Arboga robotmuseum.
I utkanten av Arboga kan man besöka Sveriges äldsta byggda vattenväg, Hjälmare kanal, som fortfarande är i bruk.

## Tidningar
Dagstidningar gavs ut i Arboga med början 1839 och det gjordes flera försök innan en mera stabil tidningutgivning etablerades. Det har funnits tolv dagstidningar i Arboga. Pehr Elias Norman grundade den första och han gjorde tre försök med tidningar i Arboga men inget blev långlivat. Från 1848 har Arboga haft en tidning men fram till Arboga Tidning 1858 hade de ingen stabilitet. Arboga Tidning var i samma familjs ägo 1858-1880 det vill säga i 22 år. Men då tog en annan ägare över och tidningens titel försvann under ett halvår. Arboga Tidning av idag är således grundad i juni månad 1881 och inte 1851.

### Arboga Weckoblad 1839
Arboga Weckoblad gavs ut bara under 1839. Utgivare var boktryckaren Pehr Elias Norman som kom från Eskilstuna till Arboga

### Arboga Weckoblad 1847
Tidningen Arboga Weckoblad 1847 gavs ut bara under 1847 av sågverksägaren P. A. Boman som sedan flyttade från orten.

### Arbogabladet 1848-1849
Arbogabladet hade Pehr Elias Norman som utgivare. Även detta andra försök av Norman att ge ut tidning i Arboga blev kortlivat.

### Nya Arbogabladet 1850
Nya Arbogabladet var en kortlivad efterföljare som trycktes i provblad i Eskilstuna hos P. Larsson samt sedan Arboga på P. Larssons filialboktryckeri 1850. Tidningen slutade att utges 7 december 1850.

### Arboga Tidning 1851-1855
Arboga Tidning var ursprungligen en tidning som startades av klockaren Johan Gabriel Wahlström och utkom med sitt första nummer 1851. Nya Arbogabladet hade blivit kortvariga. Wahlström kom på idén att låta klockarna tillkännage nyheten om den startade tidningen i omkring 70 kyrkor runt Arboga. I gengäld propagerade han i sin tidning för att ge klockarna rösträtt. Hans handlande kom snabbt att ge honom en rad fiender i prästeståndet och själve biskop Christian Eric Fahlcrantz gick ut och varnade för tidningar som "undergrävde den religiösa moralen och samhällets övriga grundsatser". Trots föresatser att vara försiktig med vad han skrev i tidningen råkade han som liberal snart i en mängd konflikter med högermän i staden.

### Nya Weckobladet i Arboga 1853-1855
1853 startades konkurrenttidningen Nya Weckobladet i Arboga med komminister J. F. Törnqvist som redaktör, en av Wahlströms bittraste fiender. Det slutade med att Wahlström ärekränkte en rådman Olof Törnqvist, som var bror till Törnqvist. Det blev åtal och Wahlström dömdes till 100 riksdaler banco i böter, offentlig avbön och en månads fängelse. Det blev dödsstöten för Arboga Tidning som fortsatte att utkomma till 23 mars 1855 men sedan lades tidningen ned.

### Arboga Weckoblad 1855-1858
Utan liberal opposition svalnade intresset för att driva Nya Weckobladet i Arboga som lades ned 14 december 1855, då förläggaren Lindgren flyttade till Köping. Boktryckaren Per Elias Norman som tidigare drivit det kortlivade Arboga Weckoblad 1839 och senare Arboga-Bladet startade 1855 upp tidningen Arboga Weckoblad på nytt men flyttade 1858 från staden och lade ned tidningen.

### Arboga Tidning 1858-1880
I stället kom Mamsell Söderqvist till Arboga 1858 och köpte ett tryckeri och började ge ut Arboga Tidning på nytt. Hon kom snabbt att dra på sig missnöje från konservativa genom att som kvinna vara utgivare och redaktör. Hon tvingades även att anställa kvinnliga typografer i stället för manliga vid sin tidning då inga män ville arbeta för en kvinnlig förläggare. En långvarig konflikt kom att handla om att Louise Söderqvist anklagades för att ha skrivit insändarna till tidningen själv. Hon höll ut till 1862 innan hon flyttade till Stockholm och överlämnade redaktörskapet för tidningen på sin bror, järnvägsbokhållaren Emanuel Söderqvist. Vid hans död 1871 övertogs tidningen av hans hustru, som överlät redaktörskapet på folkskolläraren G. M. Celander.
Nya Arboga Tidning var en ny titel där fotografen Carl August Johansson var innehavare av utgivningsbeviset från 20 juni 1874. Han var gift med änkefru Carolina Söderqvist. I slutet av år 1880 sålde C. A. Johansson tidning och tryckeri till gårdsägaren Per Erik Anderson, som ändrade titeln till Arboga-Posten. Arboga-Posten lades ner efter sista numret 17 juni 1881, men fortsatte direkt som Arboga Tidning, Nya.

### Arboga Tidning 1881-
Med Arboga Tidning grundad 1881 börjar den tidning som fortsatt idag ges ut i Arboga. Det var en liberal tidning och den mötte konservativt motstånd.

### Arboga 1888
1888 görs ett nytt konservativt försök att ge ut en tidning Arboga men försöket avbryts efter 2 månader och tidningen flyttar till Köping.

### Arboga Nyheter 1905
Arboga Nyheter är en edition till Nerikes-Tidningen som ges ut i Örebro. Försöket med denna liberala edition blir bara ett år sedan läggs den ner.

### Arboga-Posten 1923-1929
Arbogaposten var ytterligare en liberal tidning som hade större framgångar och existerade 1923 till 1929. Den köptes upp av Arboga Tidning och lades sedan ner.

## Kända personer från Arboga
- Ulf Andersson – Tidigare mästare och stormästare i schack, uppväxt i orten.[31]
- Margareta Einarsson – operasångerska
- Alexander Gustafsson – UFC-fighter, uppväxt i orten.[31]
- Bibi Johns – filmskådespelerska, bosatt i Tyskland, uppväxt i orten.[31]
- Per Krafft d.ä. – hovmålare hos kung Stanisław II August Poniatowski av Polen, uppväxt i orten.[31]
- Larz-Thure Ljungdahl – TV-programledare, född i orten.[31]
- Claes-Bertil Ytterberg – Tidigare biskop i Västerås stift.
- Dino Medanhodzic – Producent och låtskrivare som skrivit och producerat låtar till Melodifestivalen. Uppväxt i orten.[31]
- Christer Olsson – ishockeyspelare, uppväxt i orten.[31]
- Peter Popovic – ishockeyspelare
- Jörgen Johansson – Tidigare riksdagsledamot för Centerpartiet.
- Berit Oscarsson – Tidigare riksdagsledamot för Socialdemokraterna.
- Olle Göransson – Tidigare riksdagsledamot för Socialdemokraterna.
- Mariann Ytterberg – Tidigare riksdagsledamot för Socialdemokraterna.